# Assembleia Nacional da Polónia
A Assembleia Nacional (polonês: Zgromadzenie Narodowe) é o poder legislativo da Polónia, tem o formato bicameral e é composto pelo Senado (câmara alta) e pelo Sejm (câmara baixa), a Assembleia da Polónia foi um dos primeiros parlamentos bicamerais da Europa e funcionou sem nenhum hiato por mais de 500 anos.

## Senado
O Senado é a câmara alta, atualmente composta de 100 senadores eleitos por sistema distrital.

## Sejm
O Sejm é a câmara baixa, atualmente composta de 460 deputados eleitos para mandatos de 4 anos por representação proporcional utilizndo o método d'Hondt, cada cículo eleitoral possui entre 7 e 19 deputados.

## Galeria

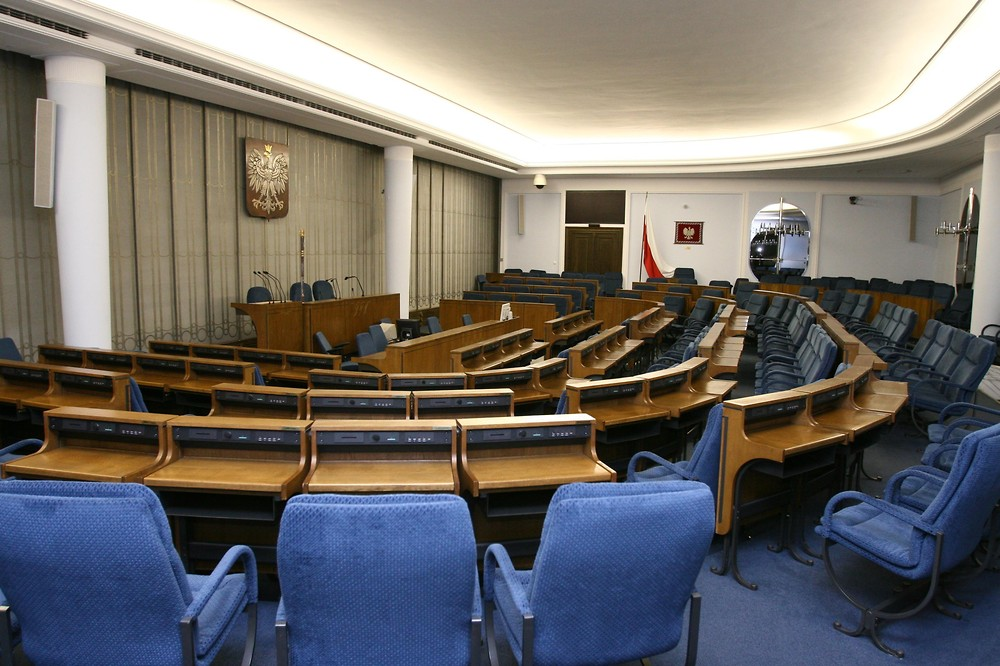
Câmara do Senado.
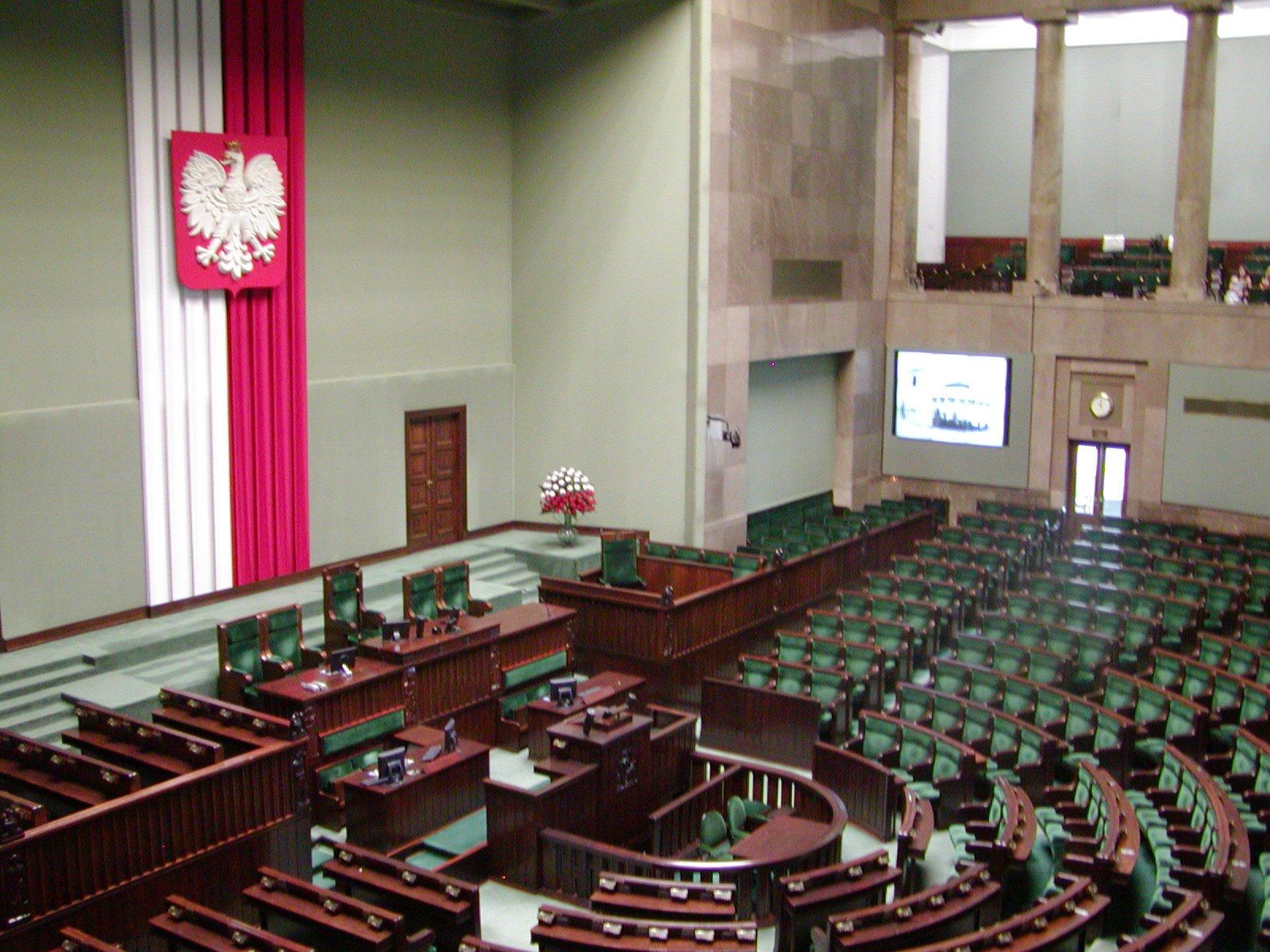
Câmara do Sejm.